# Olympische Sommerspiele 1972/Leichtathletik – 100 m (Frauen)
Der 100-Meter-Lauf der Frauen bei den Olympischen Spielen 1972 in München wurde am 1. und 2. September 1972 im Olympiastadion München ausgetragen. 47 Athletinnen nahmen teil.
Olympiasiegerin wurde Renate Stecher aus der DDR. Sie gewann in neuer elektronisch gemessener Weltrekordzeit von 11,07 Sekunden vor der Australierin Raelene Boyle und der Kubanerin Silvia Chivás.
Annegret Richter, Ingrid Mickler-Becker und Elfgard Schittenhelm starteten für die Bundesrepublik Deutschland (offiziell Deutschland). Mickler-Becker und Schittenhelm kamen bis ins Halbfinale und schieden dort aus. Richter schaffte es ins Finale und wurde dort Fünfte.

Für die DDR starteten neben der Olympiasiegerin Stecher Evelin Kaufer und Ellen Strophal. Beide scheiterten im Viertelfinale.

Läuferinnen aus der Schweiz, Österreich und Liechtenstein nahmen nicht teil.

## Bestehende Rekorde
In diesen Jahren wurde bei vielen Veranstaltungen bereits die elektronische Zeitmessung eingesetzt. Die Rekorde wurden in der Regel allerdings immer noch in Zehntelsekunden geführt. Sie waren eine Mischung aus handgestoppten und gerundeten elektronisch ermittelten Zeiten. Da die per Handzeitnahme gemessenen Zeiten aufgrund der Reaktionszeiten der Kampfrichter um ein bis zwei Zehntelsekunden besser ausfielen, begann man allerdings auch damit, getrennte rein elektronisch ermittelte Rekordübersichten zu führen.
Der erste elektronisch geführte Weltrekord im 100-Meter-Lauf war Wyomia Tyus’ Zeit von 11,08 s bei ihrem Olympiasieg 1968. Diese Leistung wurde nach den 1968 geltenden Regeln handgestoppt mit 11,0 s ausgewiesen. Da es bei diesem Rennen jedoch auch eine elektronische Zeitmessung gab, wurde die Leistung später nur noch auf dieser Grundlage geführt. Bei Anwendung der Rundungsregeln ergab dies einen Wert von 11,1 Sekunden. Da inzwischen einige Läuferinnen offizielle 11,0 Sekunden erzielt hatten, wurde Tyus in den nach Zehntelsekunden ausgewiesenen Listen nicht mehr als Weltrekordlerin geführt.
Die beiden folgenden Übersichten zeigen Welt- und Olympiarekord getrennt, einmal auf der Grundlage von Handzeitnahme, zum anderen aus den rein elektronisch ermittelten Werten.

### Offizielle Rekorde – gerundet auf Zehntelsekunden
| Weltrekord         | 11,0 s | Chi Cheng ( TPE)                 | Wien, Österreich                      | 18. Oktober 1970 |
| Weltrekord         | 11,0 s | Renate Meißner ( DDR)            | Berlin, DDR (heute Deutschland)       | 2. Oktober 1970  |
| Weltrekord         | 11,0 s | Renate Stecher ( DDR)            | Berlin, DDR (heute Deutschland)       | 31. Juli 1971    |
| Weltrekord         | 11,0 s | Renate Stecher ( DDR)            | Potsdam, DDR (heute Deutschland)      | 3. Juni 1972     |
| Weltrekord         | 11,0 s | Ellen Strophal ( DDR)            | Potsdam, DDR (heute Deutschland)      | 15. Juni 1972    |
| Weltrekord         | 11,0 s | Eva Glesková ( Tschechoslowakei) | Budapest, Ungarn                      | 1. Juli 1972     |
| Olympischer Rekord | 11,1 s | Barbara Ferrell ( USA)           | Viertelfinale OS Mexiko-Stadt, Mexiko | 14. Oktober 1968 |
| Olympischer Rekord | 11,1 s | Wyomia Tyus ( USA)               | Finale OS Mexiko-Stadt, Mexiko        | 15. Oktober 1968 |

### Elektronische Zeitnahme – gerundet auf Hundertstelsekunden
| Weltrekord         | 11,08 s | Wyomia Tyus ( USA) | Finale OS Mexiko-Stadt, Mexiko | 15. Oktober 1968 |
| Olympischer Rekord | 11,08 s | Wyomia Tyus ( USA) | Finale OS Mexiko-Stadt, Mexiko | 15. Oktober 1968 |

### Rekordegalisierungen / -verbesserungen
Die Olympiasiegerin Renate Stecher aus der DDR verbesserte den nach elektronischen Maßstäben gemessenen Olympiarekord, gleichzeitig Weltrekord, um eine Hundertstelsekund auf 11,07 s. Damit egalisierte sie auch den nach handgestoppten Maßstäben gemessenen olympischen Rekord von 11,1 s.

## Durchführung des Wettbewerbs
Die Athletinnen traten am 1. September zu sechs Vorläufen an. Die jeweils fünf Laufbesten – hellblau unterlegt – sowie die nachfolgend zwei Zeitschnellsten – hellgrün unterlegt – erreichten das Viertelfinale am selben Tag. Die dort jeweils vier Laufbesten – wiederum hellblau unterlegt – kamen ins Halbfinale am 2. September, aus dem sich die jeweils vier Laufbesten – hellblau unterlegt – für das Finale qualifizierten, das am selben Tag stattfand.

## Zeitplan
1. September, 11:00 Uhr: Vorläufe

1. September, 15:00 Uhr: Viertelfinale

2. September, 15:00 Uhr: Halbfinale

2. September, 17:30 Uhr: Finale

## Vorrunde
Datum: 1. September 1972, ab 11:00 Uhr

### Vorlauf 1
Wind: −0,8 m/s
| Platz | Name             | Nation         | Zeit    |
| ----- | ---------------- | -------------- | ------- |
| 1     | Silvia Chivás    | Kuba           | 11,18 s |
| 2     | Annegret Irrgang | BR Deutschland | 11,30 s |
| 3     | Wilma van Gool   | Niederlande    | 11,43 s |
| 4     | Andrea Lynch     | Großbritannien | 11,52 s |
| 5     | Mattiline Render | USA            | 11,60 s |
| 6     | Juana Mosquera   | Kolumbien      | 11,64 s |
| 7     | Marion Hoffman   | Australien     | 11,68 s |
| 8     | Missie Misomali  | Malawi         | 12,78 s |

### Vorlauf 2

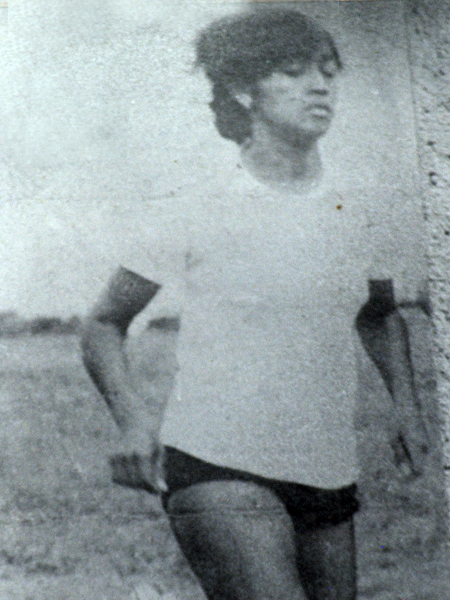
Russel Carrero – ausgeschieden als Achte des zweiten Vorlaufs

Wind: −0,9 m/s
| Platz | Name               | Nation           | Zeit    |
| ----- | ------------------ | ---------------- | ------- |
| 1     | Esther Shachamorov | Israel           | 11,45 s |
| 2     | Iwanka Walkowa     | Bulgarien        | 11,49 s |
| 3     | Eva Glesková       | Tschechoslowakei | 11,50 s |
| 4     | Evelin Kaufer      | DDR              | 11,59 s |
| 5     | Galina Bucharina   | Sowjetunion      | 11,69 s |
| 6     | Beatrice Lungu     | Sambia           | 12,42 s |
| 7     | Fatima El Faquir   | Marokko          | 12,56 s |
| 8     | Russel Carrero     | Nicaragua        | 13,45 s |

### Vorlauf 3

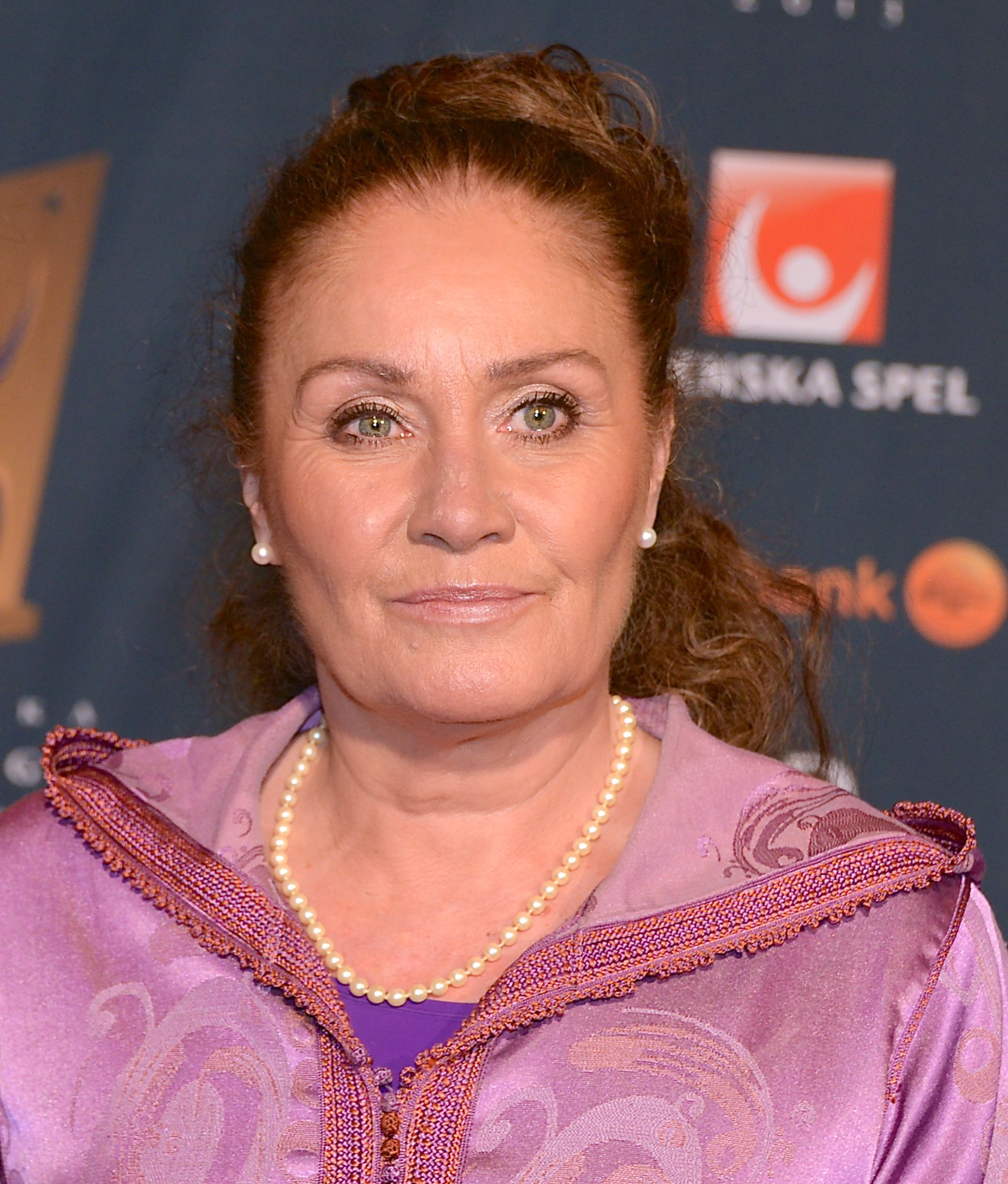
Linda Haglund (Foto: 2013) – ausgeschieden als Sechste des dritten Vorlaufs

Wind: −0,4 m/s
| Platz | Name             | Nation         | Zeit    |
| ----- | ---------------- | -------------- | ------- |
| 1     | Iris Davis       | USA            | 11,34 s |
| 2     | Alice Annum      | Ghana          | 11,54 s |
| 3     | Anita Neil       | Großbritannien | 11,55 s |
| 4     | Cecilia Molinari | Italien        | 11,61 s |
| 5     | Pam Ryan         | Australien     | 11,73 s |
| 6     | Linda Haglund    | Schweden       | 11,97 s |
| 7     | Freida Nicholls  | Barbados       | 12,16 s |
| 8     | Irene Fitzner    | Argentinien    | 12,51 s |

### Vorlauf 4
Wind: −0,5 m/s
| Platz | Name                | Nation         | Zeit    |
| ----- | ------------------- | -------------- | ------- |
| 1     | Renate Stecher      | DDR            | 11,31 s |
| 2     | Rosie Allwood       | Jamaika        | 11,46 s |
| 3     | Barbara Ferrell     | USA            | 11,47 s |
| 4     | Hannah Afriyie      | Ghana          | 11,90 s |
| 5     | Laura Nappi         | Italien        | 12,02 s |
| 6     | Carolina Rieuwpassa | Indonesien     | 12,23 s |
| 7     | Amelita Alanes      | Philippinen    | 12,37 s |
| 8     | Meas Kheng          | Khmer-Republik | 12,72 s |

### Vorlauf 5
Wind: −0,3 m/s
| Platz | Name                  | Nation         | Zeit    |
| ----- | --------------------- | -------------- | ------- |
| 1     | Raelene Boyle         | Australien     | 11,37 s |
| 2     | Carmen Valdés         | Kuba           | 11,53 s |
| 3     | Ingrid Mickler-Becker | BR Deutschland | 11,55 s |
| 4     | Ljudmila Scharkowa    | Sowjetunion    | 11,56 s |
| 5     | Ellen Strophal        | DDR            | 11,63 s |
| 6     | Tuula Rautanen        | Finnland       | 11,89 s |
| 7     | Emilia Edet           | Nigeria        | 12,06 s |
| 8     | Mireille Joseph       | Haiti          | 13,84 s |

### Vorlauf 6
Wind: −1,3 m/s
| Platz | Name                   | Nation         | Zeit    |
| ----- | ---------------------- | -------------- | ------- |
| 1     | Elfgard Schittenhelm   | BR Deutschland | 11,32 s |
| 2     | Irena Szewińska        | Polen          | 11,33 s |
| 3     | Sylviane Telliez       | Frankreich     | 11,36 s |
| 4     | Sonia Lannaman         | Großbritannien | 11,45 s |
| 5     | Brenda Matthews        | Neuseeland     | 11,77 s |
| 6     | María Luisa Vilca      | Peru           | 11,85 s |
| 7     | Claudette Powell       | Bahamas        | 12,01 s |
| DNS   | Nadeschda Besfamilnaja | Sowjetunion    |         |

## Viertelfinale
Datum: 1. September 1972, ab 15:00 Uhr

### Lauf 1
Wind: +0,9 m/s
| Platz | Name               | Nation         | Zeit    |
| ----- | ------------------ | -------------- | ------- |
| 1     | Silvia Chivás      | Kuba           | 11,22 s |
| 2     | Raelene Boyle      | Australien     | 11,30 s |
| 3     | Barbara Ferrell    | USA            | 11,38 s |
| 4     | Esther Shachamorov | Israel         | 11,46 s |
| 5     | Ellen Strophal     | DDR            | 11,48 s |
| 6     | Anita Neil         | Großbritannien | 11,58 s |
| 7     | Cecilia Molinari   | Italien        | 11,63 s |
| 8     | Brenda Matthews    | Neuseeland     | 11,87 s |

### Lauf 2
Wind: −0,5 m/s
| Platz | Name                  | Nation         | Zeit    |
| ----- | --------------------- | -------------- | ------- |
| 1     | Renate Stecher        | DDR            | 11,27 s |
| 2     | Irena Szewińska       | Polen          | 11,49 s |
| 3     | Rosie Allwood         | Jamaika        | 11,52 s |
| 3     | Ingrid Mickler-Becker | BR Deutschland | 11,52 s |
| 5     | Sonia Lannaman        | Großbritannien | 11,72 s |
| 6     | Pam Ryan              | Australien     | 11,85 s |
| 7     | Hannah Afriyie        | Ghana          | 12,04 s |
| 8     | Laura Nappi           | Italien        | 12,13 s |

### Lauf 3
Wind: +0,2 m/s
| Platz | Name             | Nation           | Zeit    |
| ----- | ---------------- | ---------------- | ------- |
| 1     | Annegret Irrgang | BR Deutschland   | 11,33 s |
| 2     | Eva Glesková     | Tschechoslowakei | 11,43 s |
| 3     | Alice Annum      | Ghana            | 11,45 s |
| 4     | Andrea Lynch     | Großbritannien   | 11,57 s |
| 5     | Sylviane Telliez | Frankreich       | 11,64 s |
| 6     | Mattiline Render | USA              | 11,67 s |
| 7     | Marion Hoffman   | Australien       | 11,78 s |
| 8     | Galina Bucharina | Sowjetunion      | 11,81 s |

### Lauf 4

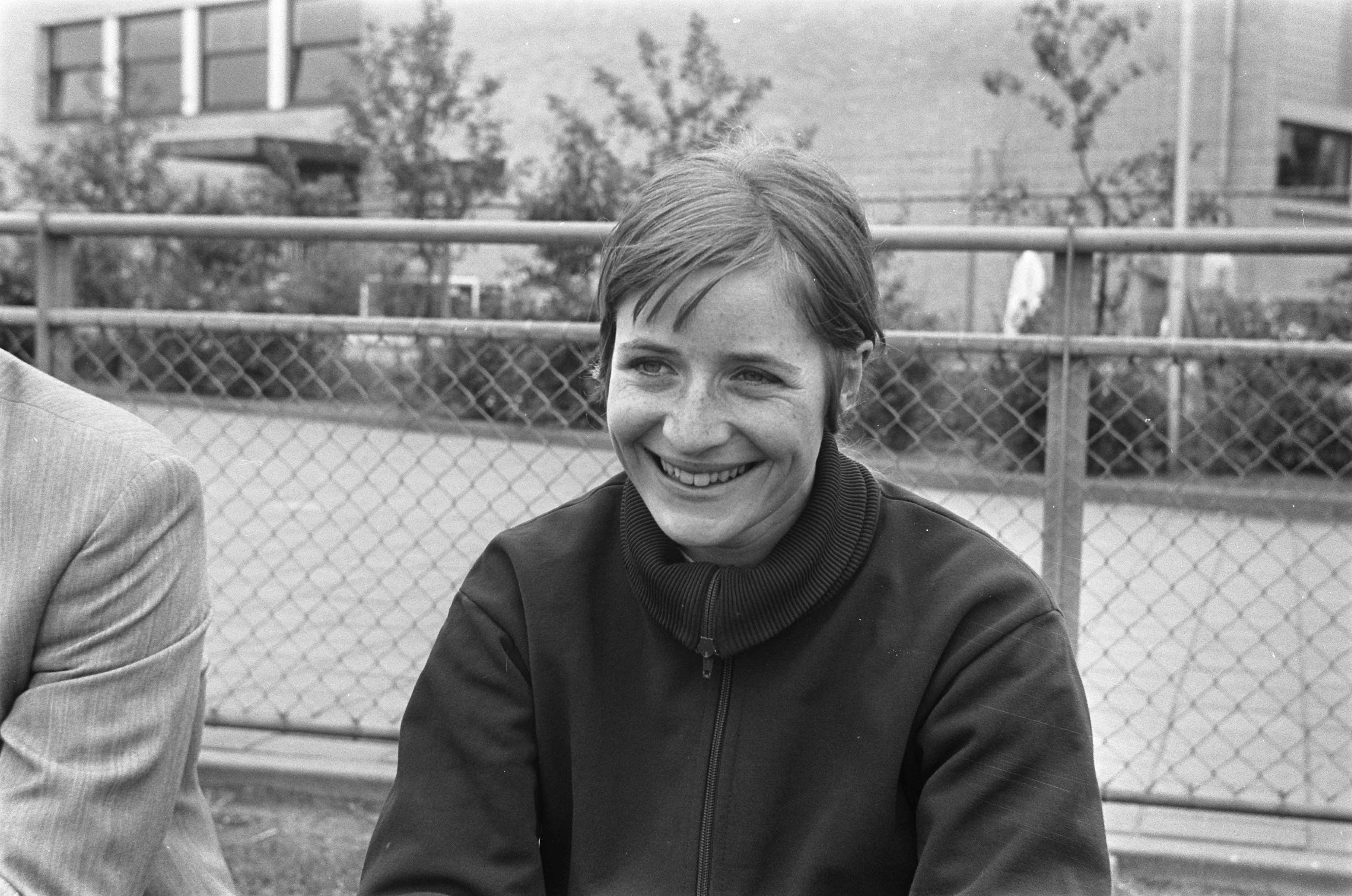
Wilma van Gool, frühere Wilma van den Berg, erreichte als Fünfte des vierten Viertelfinals nicht das Semifinale

Wind: −0,4 m/s
| Platz | Name                 | Nation         | Zeit    |
| ----- | -------------------- | -------------- | ------- |
| 1     | Iris Davis           | USA            | 11,27 s |
| 2     | Elfgard Schittenhelm | BR Deutschland | 11,42 s |
| 3     | Carmen Valdés        | Kuba           | 11,46 s |
| 4     | Ljudmila Scharkowa   | Sowjetunion    | 11,46 s |
| 5     | Wilma van Gool       | Niederlande    | 11,47 s |
| 6     | Iwanka Walkowa       | Bulgarien      | 11,48 s |
| 7     | Evelin Kaufer        | DDR            | 11,55 s |
| 8     | Juana Mosquera       | Kolumbien      | 11,66 s |

## Halbfinale
Datum: 2. September 1972, ab 15:00 Uhr

### Lauf 1
Wind: −0,3 m/s
| Platz | Name                  | Nation           | Zeit    |
| ----- | --------------------- | ---------------- | ------- |
| 1     | Renate Stecher        | DDR              | 11,18 s |
| 2     | Iris Davis            | USA              | 11,36 s |
| 3     | Eva Glesková          | Tschechoslowakei | 11,43 s |
| 4     | Alice Annum           | Ghana            | 11,47 s |
| 5     | Elfgard Schittenhelm  | BR Deutschland   | 11,49 s |
| 6     | Carmen Valdés         | Kuba             | 11,52 s |
| 7     | Ingrid Mickler-Becker | BR Deutschland   | 11,53 s |
| 8     | Rosie Allwood         | Jamaika          | 11,58 s |

### Lauf 2

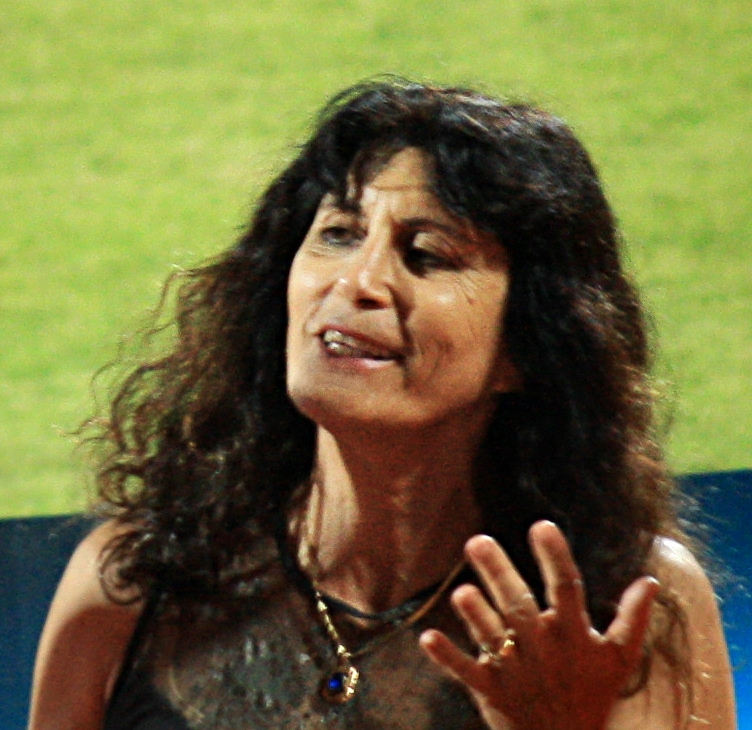
Esther Shachamorov, spätere Esther Roth-Shachamorov schied als Fünfte des zweiten Halbfinals aus
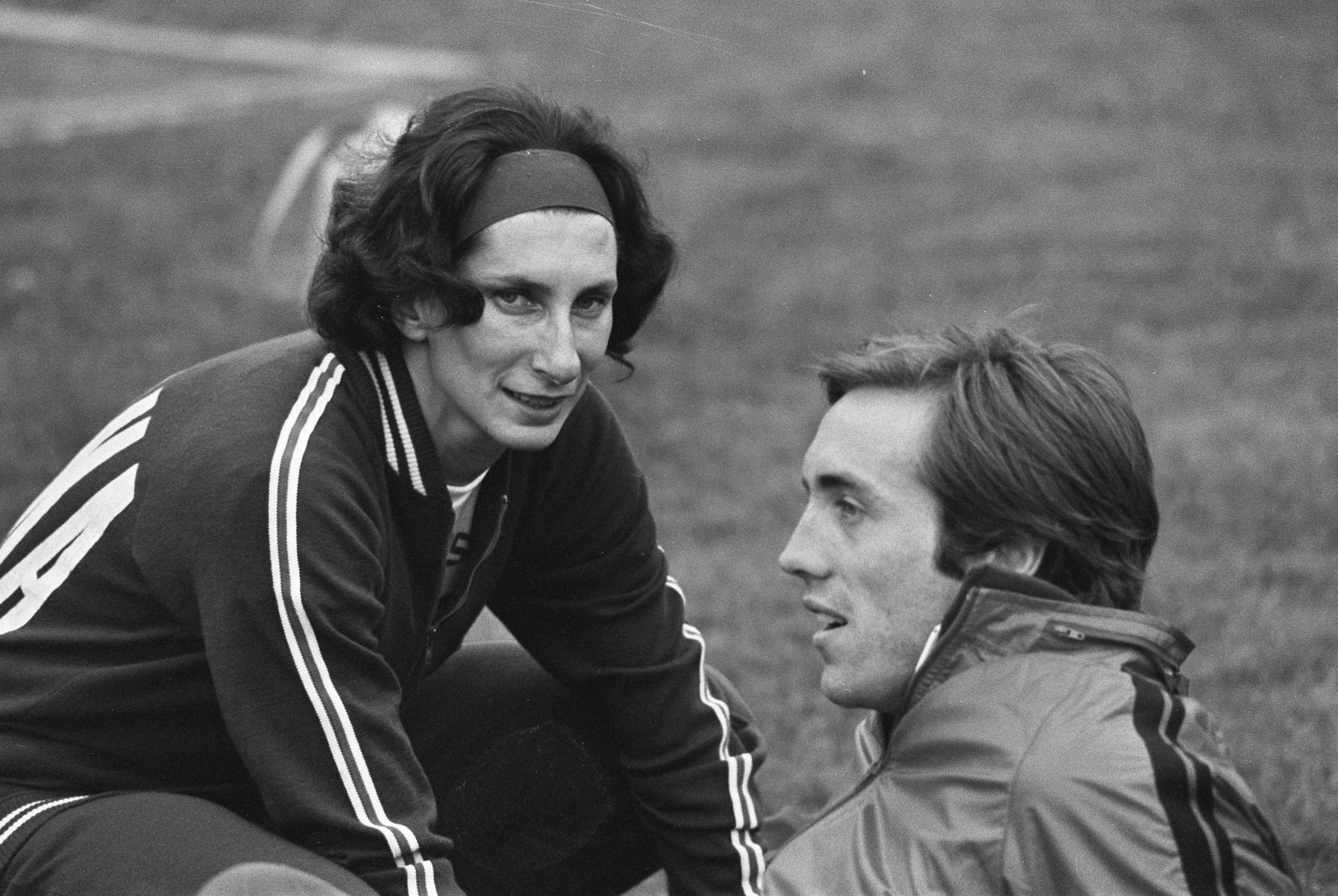
Irena Szewińska – hier drei Tage später Dritte über 200 Meter – kam als Sechste des zweiten Semifinals nicht in den Endlauf

Wind: −0,1 m/s
| Platz | Name               | Nation         | Zeit    |
| ----- | ------------------ | -------------- | ------- |
| 1     | Raelene Boyle      | Australien     | 11,32 s |
| 2     | Silvia Chivás      | Kuba           | 11,33 s |
| 3     | Annegret Irrgang   | BR Deutschland | 11,39 s |
| 4     | Barbara Ferrell    | USA            | 11,49 s |
| 5     | Esther Shachamorov | Israel         | 11,49 s |
| 6     | Irena Szewińska    | Polen          | 11,54 s |
| 7     | Andrea Lynch       | Großbritannien | 11,64 s |
| 8     | Ljudmila Scharkowa | Sowjetunion    | 11,67 s |

## Finale
Datum: 2. September 1972, 17:30 Uhr
Wind: −0,2 m/s
| Platz | Name             | Nation           | Zeit    | Anmerkung  |
| ----- | ---------------- | ---------------- | ------- | ---------- |
| 1     | Renate Stecher   | DDR              | 11,07 s | WRel / ORe |
| 2     | Raelene Boyle    | Australien       | 11,23 s |            |
| 3     | Silvia Chivás    | Kuba             | 11,24 s |            |
| 4     | Iris Davis       | USA              | 11,32 s |            |
| 5     | Annegret Irrgang | BR Deutschland   | 11,38 s |            |
| 6     | Alice Annum      | Ghana            | 11,41 s |            |
| 7     | Barbara Ferrell  | USA              | 11,45 s |            |
| 8     | Eva Glesková     | Tschechoslowakei | 12,48 s |            |

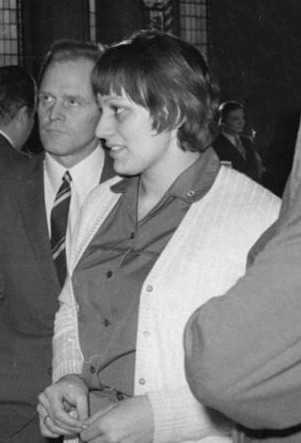
Renate Stecher – mit ihren Siegen über 100- und 200 Meter Sprintkönigin von München

Als Favoritinnen galten v. a. die Europameisterin von 1971 und Weltrekordmitinhaberin Renate Stecher aus der DDR sowie die australische Olympiavierte von 1968, Raelene Boyle.
Renate Stecher hatte im Finale den besten Start und lag von Beginn an in Führung. Sie wurde ihrer Favoritenrolle voll gerecht und gewann mit deutlichem Vorsprung die Goldmedaille. Raelene Boyle wurde Zweite und lag dabei eine Hundertstelsekunde vor der kubanischen Bronzemedaillengewinnerin Silvia Chivás. Vierte wurde die US-Amerikanerin Iris Davis vor der bundesdeutschen Läuferin Annegret Richter.
Die Siegerzeit stellte bei den elektronisch gemessenen Werten einen neuen Weltrekord dar – Wyomia Tyus war bei ihrem Olympiasieg in Mexiko-Stadt eine Hundertstelsekunde langsamer gewesen. Der auf Zehntelsekunden gerundete Weltrekordwert blieb jedoch unberührt. Auch bzgl. der Einordnung der Siegerzeit als olympischer Rekord muss differenziert werden. Unter dem Aspekt der elektronischen Messung lief Renate Stecher neuen Olympiarekord. Nach der bei Rekorden eigentlich noch gültigen Regelung der Rundung auf Zehntelsekunden wurde der olympische Rekord mit 11,1 s eingestellt.
Renate Stecher gelang der erste Olympiasieg einer DDR-Athletin über 100 Meter.

Silvia Chivás gewann die erste kubanische Medaille in dieser Disziplin. Chivás war gleichzeitig die erste Kubanerin, die in einer Einzelsportart eine Medaille gewinnen konnte.

## Video
- 1972 Olympic 100m Women, youtube.com, abgerufen am 5. Dezember 2017